# Bandera de Vietnam del Sur
La bandera de Vietnam del Sur fue introducida por primera vez por el Gobierno Central Provisional de Vietnam, luego sirvió como bandera nacional del Estado de Vietnam (conocido como "Vietnam del Sur" después de 1954) y su sucesora, la República de Vietnam (Vietnam del Sur). de 1948 a 1975 hasta la Caída de Saigón. El diseño consta de un fondo amarillo con tres franjas horizontales rojas en el medio. Se utiliza para representar la "bandera de la libertad y la herencia vietnamita".

## Historia

### Dinastía Nguyễn
Durante el reinado del emperador Gia Long (1802-1820), la bandera amarilla también se utilizó como símbolo del Imperio de Vietnam. Esta continuó como bandera del emperador cuando la corte de Huế se convirtió en protectorado francés. Posteriormente, a la bandera se le añadió una curva roja en dos lados.
Después de la deportación y el exilio de los emperadores Thành Thái y Duy Tân, el nuevo emperador títere pro-francés Khải Định introdujo una nueva bandera imperial como una bandera amarilla con una única banda horizontal roja, siguiendo la Orden Imperial del Dragón de Annam. Formalmente conocida como Long Tinh Kỳ, la bandera era la bandera oficial de la corte de Nguyễn.
Aunque el estado survietnamita dejó de existir en 1975, actualmente la bandera de Vietnam del Sur todavía se usa entre ciudadanos privados en otros países. Muchos vietnamitas expatriados (Viet Kieu), particularmente ex ciudadanos survietnamitas que huyeron de Vietnam entre 1975 y finales de los 80's como Boat People, consideran ofensiva la actual bandera vietnamita ya que la ven como representante del régimen socialista al que se opusieron y del que huyeron. Desde junio de 2002 en adelante, en los Estados Unidos, al menos 13 gobiernos estatales, 7 condados y 85 ciudades en 20 estados han adoptado resoluciones que reconocen a la bandera amarilla como la bandera del patrimonio y la libertad vietnamita. En el actual Vietnam, los intentos de mostrar esta bandera habían dado lugar a persecución judicial por "propaganda contra el Gobierno de la República Socialista de Vietnam".

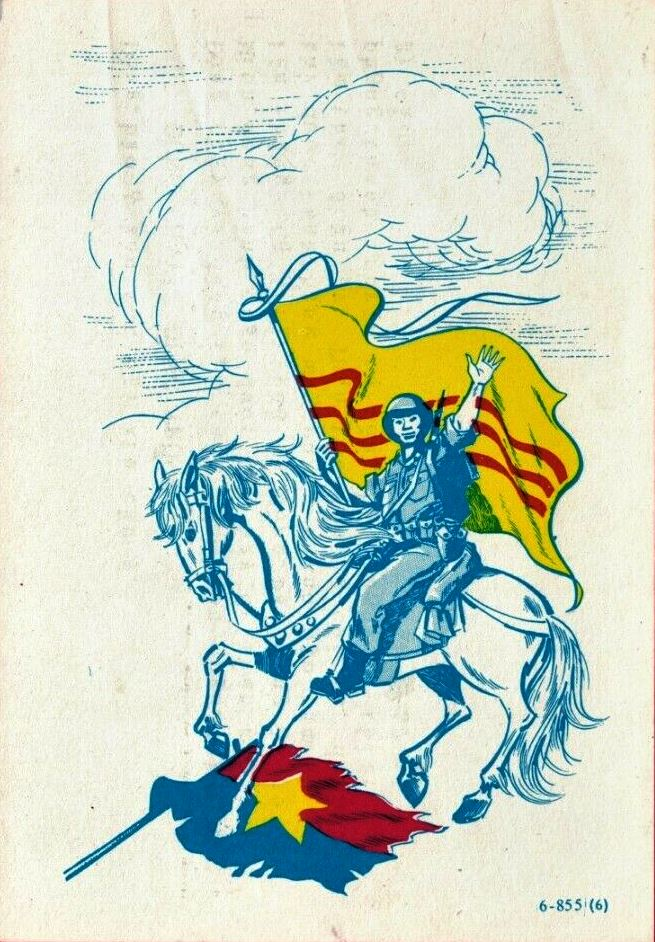
Cartel propagandístico de Vietnam del Sur; un soldado del ARVN a caballo ondea la bandera de Vietnam del Sur y pisotea la bandera del Viet Cong (1967).

### Gobierno central provisional de Vietnam y Estado de Vietnam
El 2 de junio de 1948, el primer ministro del Gobierno central provisional de Vietnam, el general de brigada Nguyễn Văn Xuân, firmó el decreto con las especificaciones para la bandera nacional vietnamita de la siguiente manera: "El emblema nacional es una bandera de fondo amarillo, la altura de que es igual a dos tercios de su ancho. En el centro de la bandera y a lo largo de todo su ancho, hay tres bandas rojas horizontales. Cada banda tiene una altura igual a un quinceavo del ancho. uno del otro por un espacio de la altura de la banda."
La nueva bandera nacional se izó por primera vez el 5 de junio de 1948 en un barco llamado Dumont d'Urville en las afueras de la bahía de Ha Long durante la firma de los Acuerdos de la Bahía de Halong (Accords de la baie d'Along) por el Alto Comisionado Emile Bollaert y Nguyễn Văn Xuân.
Un diseño detallado de la bandera apareció en el periódico el 3 de junio de 1948, y nuevamente al día siguiente (con corrección de la proporción de la bandera). Se pidió a los residentes de Hanoi que exhibieran la bandera en su casa el 5 de junio de 1948 para celebrar el evento de la Bahía de Ha Long.
Cuando el ex emperador Bảo Đại fue nombrado jefe de Estado en 1949, este diseño se adoptó como bandera del Estado de Vietnam.
Las tres bandas rojas tienen el signo adivinatorio de Quẻ Càn, el primero de los Ocho Trigramas mencionados anteriormente. Quẻ Càn representa el cielo. Basado en la cosmovisión tradicional del pueblo vietnamita, Quẻ Càn también denota el Sur (a partir del orden del "Cielo anterior"), la nación vietnamita, el pueblo vietnamita y el poder popular. Otra interpretación sitúa las tres bandas rojas como símbolos de las tres regiones de Vietnam: Norte, Centro y Sur.

### República de Vietnam y posteriores

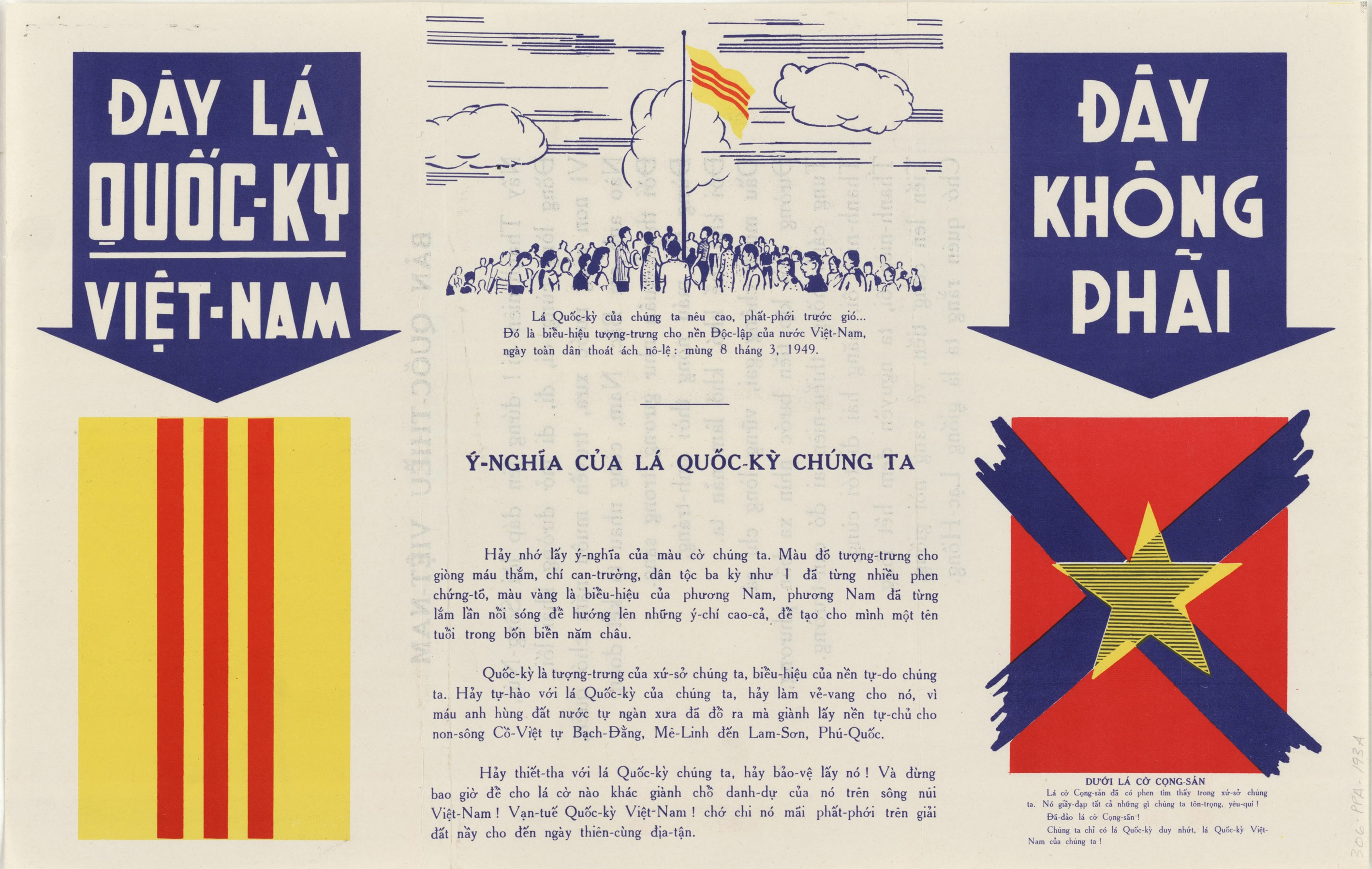
Cartel propagandístico de Vietnam del Sur: "esta es nuestra verdadera bandera nacional".

Con la fundación de la república en 1955, la bandera fue adoptada por el estado sucesor, la República de Vietnam (más comúnmente conocida como Vietnam del Sur). Fue la bandera nacional durante toda la existencia de ese estado (1955-1975) desde la Primera república hasta la Segunda república. Con la Caída de Saigón el 30 de abril de 1975, la República de Vietnam llegó a su fin y la bandera dejó de existir como símbolo estatal. Posteriormente, ha sido adoptado por muchos miembros de la diáspora vietnamita para distanciarse simbólicamente del gobierno comunista y continúa utilizándose como símbolo alternativo de unidad étnica o como herramienta de protesta contra el gobierno actual.

Bandera del Vietcong, usada entre 1975 y 1976 como bandera de la república de Vietnam del Sur.

El 8 de junio de 1969, el Frente Nacional de Liberación de Vietnam adoptó una bandera para las zonas de Vietnam del Sur bajo su control, consistente en 2 franjas horizontales (roja y azul) con una estrella amarilla de 5 puntas en el centro. Dicha bandera fue utilizada como bandera del Gobierno Revolucionario Vietnam del Sur entre 1975 y la reunificación de Vietnam en 1976.

## Construcción
Una ordenanza del 2 de junio de 1948 definió la construcción de la bandera de la siguiente manera: El emblema nacional es una bandera de fondo amarillo, cuya altura es igual a dos tercios de su anchura. En el centro de la bandera y a lo largo de todo su ancho, hay tres franjas rojas horizontales. Cada banda tiene una altura igual a un quinceavo del ancho. Estas tres bandas rojas están separadas entre sí por un espacio de la altura de la banda. De ahí que esté blasonado como oro, tres barras de gules.

Especificaciones

| Esquema de color   | Amarillo     | Rojo        |
| ------------------ | ------------ | ----------- |
| Pantone            | Amarillo 116 | Rojo 032    |
| CMYK               | 0.0.100.0    | 0.90.86.0   |
| RGB                | (255,255,0)  | (250,60,50) |
| Código hexadecimal | #FFFF00      | #EF4135     |
| NCS                | S 0570 G70Y  | S 0580 Y80R |

Fuente:

## Banderas históricas

Bandera del protectorado francés de Annam y Tonkin, 1885 al 9 de marzo de 1945
Bandera de la dinastía Nguyễn, década de 1920 a 1945
Bandera del Imperio de Vietnam, 1945
Bandera de la República Democrática de Vietnam (1945-1955)
Bandera de la República Autónoma de Cochinchina, 1946
Bandera de la República Autónoma de Cochinchina, 1946–1948
Bandera de la República Democrática de Vietnam (1955-1976) y de la República Socialista de Vietnam (1976-presente)
Bandera del Gobierno Revolucionario Provisional de la República de Vietnam del Sur, 1969-1976
Bandera del Gobierno central provisional de Vietnam, el Estado de Vietnam y la República de Vietnam (1948-1975); también la "Bandera de Patrimonio y Libertad", utilizada principalmente por vietnamitas en el extranjero desde 1975.